# Ivano-Frankivsk

Stadhuis van Ivano-Frankivsk

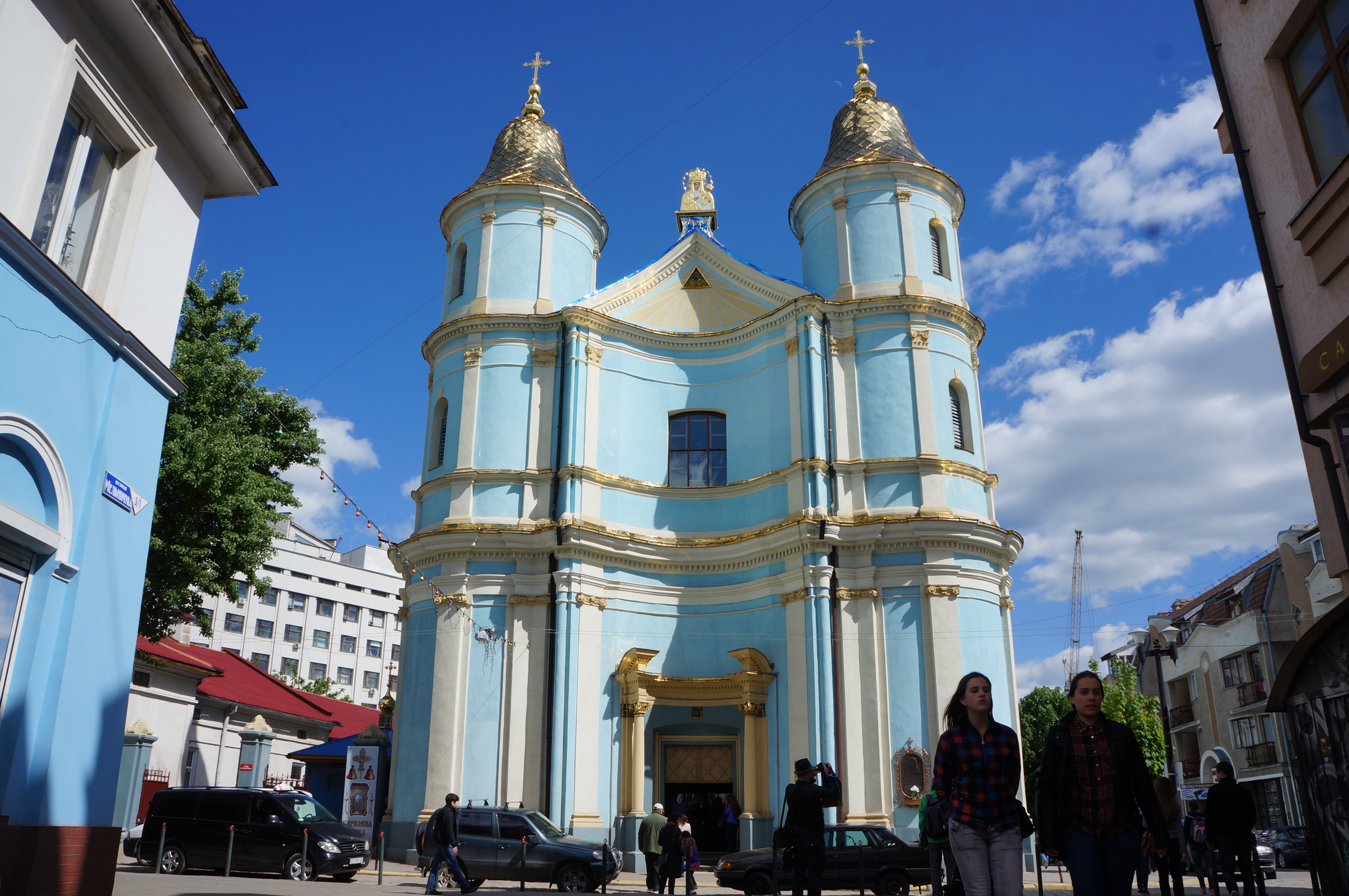
De Armeense Kerk

Ivano-Frankivsk (Oekraïens: Івано-Франківськ) is een stad in het westen van Oekraïne. Voor 1962 heette de stad Stanyslaviv (Oekraïens: Станиславів; Pools: Stanisławów; Duits: Stanislau; Jiddisch: סטאַניסלעו, Stanislev). Het is de hoofdstad van de gelijknamige oblast Ivano-Frankivsk en vormt binnen deze oblast een apart stadsrayon. De stad heeft 238.196 inwoners (2022).

## Geschiedenis
De stad genaamd Stanisławów werd opgetrokken als een fort om het Pools-Litouwse Gemenebest te beschermen tegen invallen van de Krim-Tataren. De stad werd gebouwd op de plek waar het dorp Zabolottya in 1437 was gesticht.
Stanisławów werd voor het eerst genoemd in 1662 toen het het Maagdenburgse recht ontving. De Joden kregen toestemming voor zichzelf huizen te bouwen aan de "Jodenstraat", die toen was gesitueerd nabij de rivierdijk. In latere tijden wist het fort ook aanvallen van de Turkse en Russische strijdkrachten te weerstaan. Na uitgebreid te zijn herbouwd tijdens de renaissance werd het soms ook Klein-Leopolis genoemd. De stad was ook een belangrijk centrum voor de Armeense cultuur in Polen.
In 1772 bij de eerste der Poolse delingen werd Stanisławów onderdeel van Oostenrijk-Hongarije en hoorde het bij het autonome koninkrijk Galicië en Lodomerië.

### Na de Eerste Wereldoorlog
In oktober 1918 stortte Oostenrijk-Hongarije in en werd de West-Oekraïense Volksrepubliek (ZUNR) uitgeroepen.
In 1919 was de stad een belangrijk strijdpunt tijdens de Pools-Oekraïense Oorlog en werd ze door Polen geannexeerd als deel van de Tweede Poolse Republiek en tot hoofdstad gemaakt van de woiwodschap Stanisławów.
In 1920 nam het Rode Leger tijdelijk de stad in. Tijdens de paar dagen die tussen de terugtrekking van het Rode Leger en de intocht van het Poolse leger zat, maakte het privéleger van Symon Petljoera zich schuldig aan moorden, plunderingen en verkrachtingen.
De volkstelling van 1931 telde in totaal 196.242 inwoners, waarvan 60,6% Polen, 24,7% Oekraïners en 13,6% Joden.

### Tweede Wereldoorlog
Tijdens de invasie van Polen door de Duitsers en de Sovjets in 1939 werd de stad door de Sovjet-Unie ingenomen en toegevoegd aan de Oekraïense SSR.
Voordat de stad door de nazi's op 26 juli 1941 werd ingenomen, woonden er meer dan 40.000 Joden in Stanisławów.
Gedurende de bezetting van de nazi's werden er meer dan zeshonderd Poolse intellectuelen en de meeste Joodse inwoners met geweld omgebracht.
Op 1 augustus 1941 werden er op de Joodse begraafplaats tussen de 8.000 en 12.000 Joden door de Sicherheitspolizei, de Ordnungspolizei en de spoorwegpolitie doodgeschoten. Op 22 augustus 1942 werden, als vergelding voor de dood van een Oekraïner nog eens duizend Joden doodgeschoten. De nazipolitie verkrachtte Joodse meisjes en vrouwen voordat ze naar de binnenplaats van het hoofdkwartier van de Sicherheitspolizei werden gebracht.
Voordat de nieuwe Aktion plaatsvond, woonden er in Stanislawów zo rond de 11.000 Joden. Op 22 of 23 februari 1943 gaf Brandt, die Hans Krüger als SS-Hauptsturmführer had opgevolgd, het bevel voor de omsingeling van de Joodse getto en stelde hiermee de laatste liquidatie in werking. Vier dagen na het begin van deze massaslachting hingen de nazi's affiches op met de mededeling dat Stanisławów "vrij van Joden" was.
Op 6 mei 1968 werd Hans Krüger in Münster tot levenslang veroordeeld. Hij werd vrijgelaten in 1986.
Toen het Sovjetleger op 27 juli 1944 Stanisławów bereikte, waren er nog honderd Joden in de stad die de Holocaust door zich te verbergen hadden overleefd. In totaal overleefden 1500 Joden uit Stanislawów de oorlog.
Van 1942 tot januari 1944 werden in het krijgsgevangenkamp Stalag 371 Nederlandse militairen gevangen gehouden. In de aanloop naar de komst van het Sovjetleger werden de krijgsgevangenen overgebracht naar het kamp in Neubrandenburg in het oosten van Duitsland.

### Na de Tweede Wereldoorlog
In 1944 werd de stad gevoegd bij Oekraïne dat in augustus 1991 onafhankelijk werd na het uiteenvallen van de Sovjet-Unie.
In 1962 werd de naam van de stad gewijzigd in de huidige naam, als eerbetoon aan de Oekraïense auteur Ivan Franko.
In het begin van de jaren negentig was de stad een belangrijk bolwerk van de Oekraïense onafhankelijkheidsbeweging.

## Geboren
- Albin Dunajewski (1817-1894), bisschop
- Arthur Burns (1904–1987), econoom en voorzitter van het Federal Reserve System
- Manfred Lachs (1914-1993), jurist en rechter in het Internationale Strafhof
- Stanisław Sosabowski (1892-1967), generaal-majoor van de Poolse strijdkrachten
- Svetlana Aleksijevitsj (1948), onderzoeksjournalist, schrijfster en Nobelprijswinnares (2015)
- Sofia Andrukhovych (1982), schrijver en vertaler
- Nadia Mochnatska (1995), freestyleskiester